# Нурсан Отомотив
„Нурсан Отомотив“ ЕООД е българско предприятие за производство на електрически компоненти за автомобили със седалище в Люляково, Айтоско, част от турската група „Нурсанлар“.
Основано е през 2002 година и произвежда главно кабелни комплекти за автомобили на марките „Форд“, „Хюндай“, „Рено“ и „Фиат“. Към 2017 година има над 1000 служители и е шестото по обем на продажбите предприятие в област Бургас. През 2023 година има приходи за 299 милиона лева и печалба от 7,14 милиона лева.